# El Putxet i el Farró

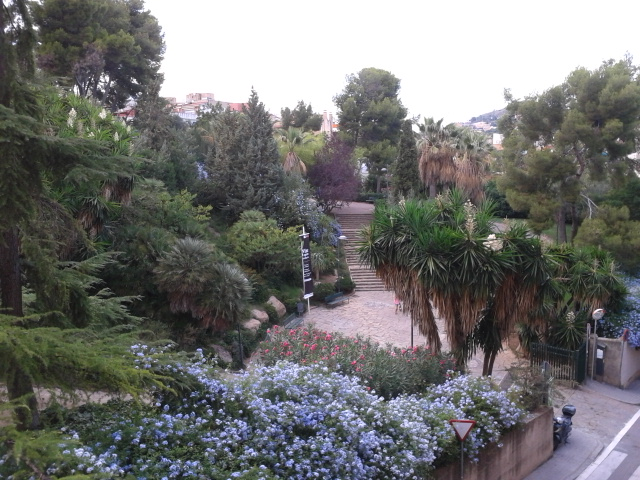
Vista a una de las entradas del parque Jardines del Turó del Putxet

El Putxet i el Farró es un barrio del distrito de Sarriá-San Gervasio de la ciudad de Barcelona. Está formado por dos núcleos o barrios, El Putxet, al norte, y El Farró, al sur. Esta agrupación de estos dos barrios fue creada en 2007 a partir de la nueva distribución de barrios que aprobó el Ayuntamiento de Barcelona.
Está delimitado por la avenida de la República Argentina, la plaza de Lesseps, la avenida de la Riera de Cassoles, la Vía Augusta, la calle de Balmes, la plaza Molina y el paseo de San Gervasio. Actualmente una buena parte de su superficie está ocupada por el parque del Putxet. Históricamente ambos de los sectores que forman el barrio estaban habitados por población de extracción adinerada y de clase alta debido al pasado del territorio como zona de veraneo de la burguesía.

## El Putxet
El Putxet es una pequeña montaña que se extiende por San Gervasio, limitando con Vallcarca y los Penitentes, donde había habido una capilla en el siglo XVII, pero no fue hasta 1870 cuando se empezaron a construir algunas torres para la burguesía barcelonesa que se trasladaba de la Barcelona vieja. Este barrio formaba parte, junto con La Bonanova y Lledó, del antiguo término municipal de San Gervasio en 1879. En sus orígenes fue un núcleo principalmente de veraneo, pero con la llegada del ferrocarril de Sarriá en Barcelona, el metro y tranvías —como el que pasaba por el eje del carrer de Zaragoza— se convirtió en un lugar de residencia habitual.

## El Farró
El otro sector, por debajo de la ronda del General Mitre, es El Farró, que se encuentra alrededor de las calles de Zaragoza y de Vallirana. El núcleo recibe su nombre de Silvestre Farró, quien a principios del siglo XIX construyó las primeras casas. En este sector destacan las casas bajas con patios interiores y los pasajes de casas adosadas, como por ejemplo el de Sant Felip o el de Mulet, normalmente construidas alrededor de torres de estilo colonial o modernista, construidas por la clase acomodada barcelonesa con finalidad de veraneo.